# Taveirosaurus costai
Taveirosaurus costai es la única especie conocida del género dudoso extinto  Taveirosaurus  (“lagarto de Taveiro”)  de dinosaurio ornitisquio posiblemente paquicefalosauriano, que vivió a finales del período Cretácico, hace aproximadamente 83 y 70 millones de años, entre el Campaniense y Maastrichtiense de Europa. A partir de 1968 , Miguel Telles Antunes y Giuseppe Manuppella descubrieron fósiles en la cantera Cerâmica do Mondego cerca de Taveiro, un pueblo en Portugal, al suroeste de Coimbra. Entre ellos había varios dientes triangulares bajos de un dinosaurio herbívoro. En 1991 estos fueron nombrados y descritos por Telles Antunes y Denise Sigogneau-Russell como la especie tipo Taveirosaurus costai. El nombre genérico hace referencia a Taveiro. El nombre específico honra al geólogo portugués João Carrington da Costa.
El holotipo , CEGUNL-TV 10, se encontró en arcilla de río antigua de la Formación Argilas de Aveiro que data del Maastrichtiense. Consta de un diente. También se asignaron otros nueve dientes al género, CEGUNL-TV 6–9, 11 y CEGUNL-TV 13–16. Posteriormente también se refirieron algunos dientes encontrados cerca de Laño en España.
Teniendo solo los dientes en los que basarse, Telles Antunes y Sigogneau pensaron originalmente que Taveirosaurus pertenecía a algún grupo de paquicefalosaurianos. En 1991 lo asignaron a Homalocephalidae, en 1992 a Pachycephalosauridae. Sin embargo, pronto rechazaron esta posibilidad y Taveirosaurus no ha sido incluido en este grupo en revisiones recientes. En 1995, Antunes y Russell, lo consideraron como un miembro de Nodosauridae. En 1996 , Peter Galton sugirió que podría haber pertenecido a Fabrosauridae, señalando una similitud con los dientes de Alocodon y Trimucrodon , otros dos "géneros de dientes". En 2004 , David B. Norman concluyó que se trataba de un dudoso.